# Mundbild

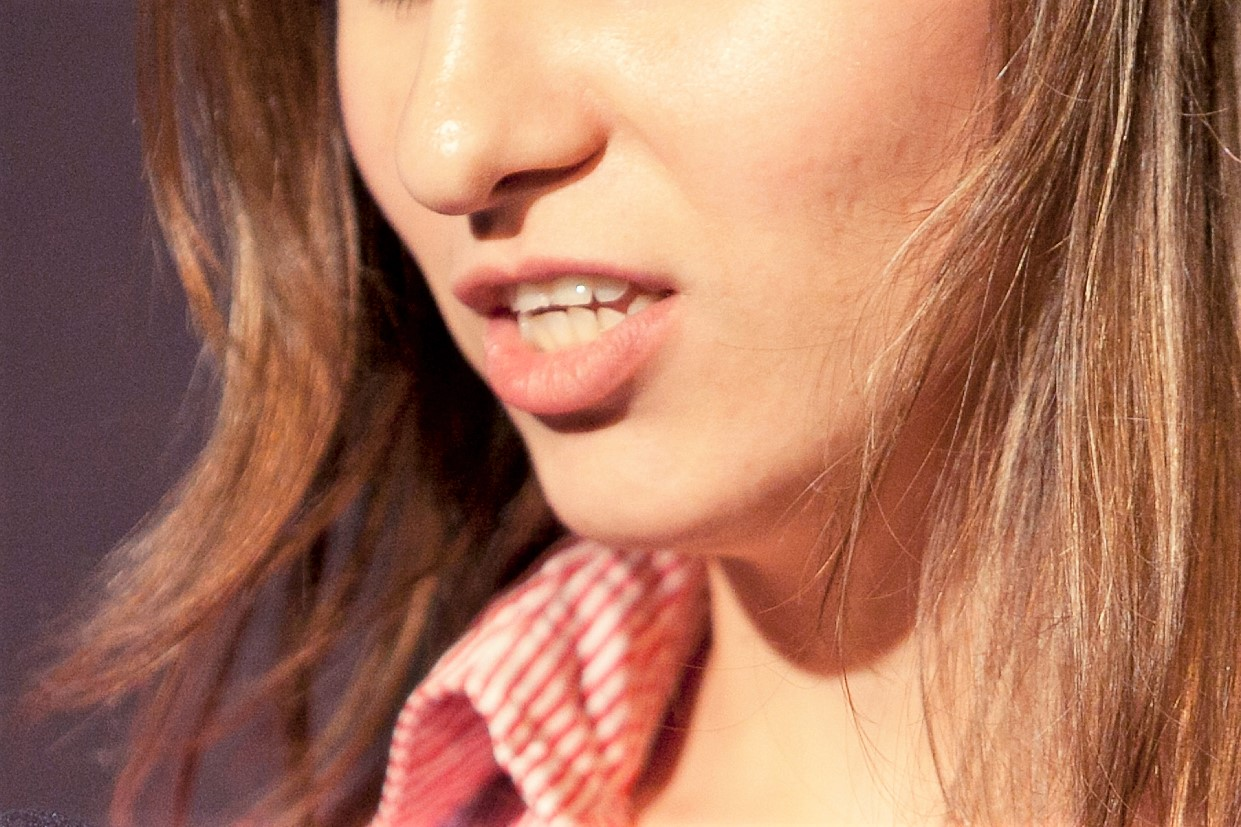
Mundbild

Mundbild bezeichnet im Bereich der Gehörlosenpädagogik und Schwerhörigenpädagogik die visuell wahrnehmbare Haltung des unteren Gesichtsbereichs und der Lippen bei der Produktion von Worten der gesprochenen Sprache. Das Mundbild hat sowohl Bedeutung beim Lippenlesen als auch bei der Verwendung von Gebärdensprache.

## Allgemein
Bei der Sprachproduktion des Menschen werden neben den Sprechwerkzeugen auch der äußere Mundbereich und die Lippen bei jedem Wort in einer bestimmten Weise betätigt. Diese ist bei individuellen kleinen Unterschieden bei den meisten Menschen mehr oder weniger ähnlich. Die damit unterscheidbaren Muster der Mundhaltung lassen prinzipiell ein Lippenlesen gesprochener Sprache zu. 
Im Englischen wird das visuell sichtbare Mundbild in Angleichung an den Begriff Phonem als „viseme“ bezeichnet.

## Bedeutung beim Lippenlesen
Die Ausführung und Stellung der Mundbilder sind vor allem im Bereich der Gehörlosen- und Schwerhörigenpädagogik bis zu einem gewissen Grad systematisch bewusst und können nachvollziehbar veranschaulicht werden. Das Lippenlesen wird in diesem Bereich mit der praktischen Vorführung und „Lese“übung typischer Mundstellungen und Mundbilderfolgen geübt und trainiert. 
Mundbilder können oft nicht die vollständige Ausformung eines Wortes komplett wiedergeben, sondern nur Teile davon und zwar speziell die Teile des Wortes, die beim Sprechen zu besonders deutlichen und typischen Mundstellungen führen. Töne, die vor allem im Sprechapparat des Kehlkopfs oder durch die Zungenstellung produziert werden, lassen sich am Mundbild weniger deutlich oder gar nicht ablesen. So sieht zum Beispiel das Mundbild von „Mama“ und „Papa“ gleich aus. 
Daneben wird das Mundbild eines Lautes durch den nachfolgenden oder vorgestellten Laut (Koartikulation) verändert. Lehrer an Schulen für Hörgeschädigte gestalten auch bewusst ihr Mundbild, um das Ablesen schwieriger Worte zu erleichtern, um zum Beispiel ein „L“ besser erkennbar werden zu lassen wird die Zunge nicht an der Schneidezahninnenseite, sondern sichtbar auf die Schneidezahnunterkante angelegt, um so den Laut visuell zu symbolisieren.

## Bedeutung bei der Verwendung von Gebärdensprache
Mundbilder werden auch bei der Verwendung von Gebärdensprache unterstützend eingesetzt. Das -ch in „Buch“ ist auf den Lippen nicht sichtbar, weshalb die Gebärde BUCH nur von dem Mundbild „BU“ begleitet wird. 
Bei Flexionen lautsprachlicher Wörter werden meist die Grundformen als Mundbilder eingesetzt. Zum Beispiel werden Gegenstands- und Personenwörter in der Einzahl verwendet (/MANN/ und nicht /MÄNNER), Tätigkeitswörter werden in ihrer Stamm- oder Nennform benutzt (/ESS-/ oder /ESSEN/ und nicht /ich ESSE/).
Mit dem Mundbild können auch gleiche oder ähnliche Gebärden in der Bedeutung variiert werden. In der deutschen und österreichischen Gebärdensprache haben beispielsweise die Gebärden SCHWESTER und BRUDER dieselbe manuelle Form und können nur durch das begleitende Mundbild /BRU/ oder /SCHWEST/ bzw. /SCHW voneinander unterschieden werden.
Das Mundbild kann die Bedeutung einer Gebärde näher bestimmen. Mit dem Mundbild /BIBEL/ erhält die Gebärde BUCH die genauere Bedeutung „Bibel“.